# Beaulieu-les-Fontaines
Pour les articles homonymes, voir Beaulieu et Fontaines.
Beaulieu-les-Fontaines est une commune française située dans le département de l'Oise en région Hauts-de-France.

## Géographie

### Description

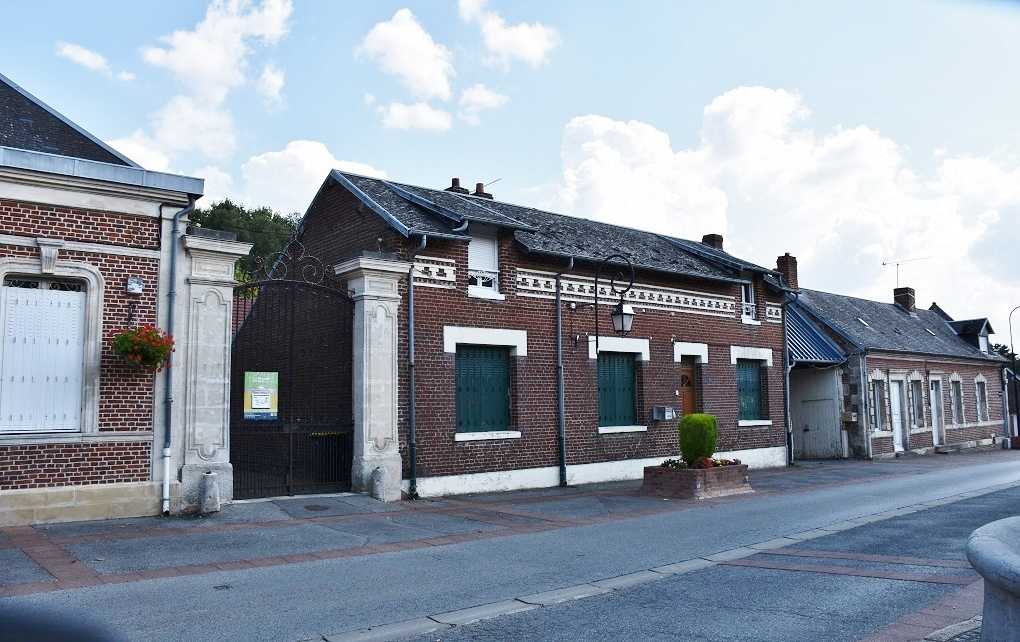
Ambiance du village.

Beaulieu-les-Fontaines est un village picard du Noyonnais situé à 11 km au nord-ouest de Noyon, 28 km au nord de Compiègne, 34 km au sud-ouest de Saint-Quentin et cinquante au sud-est d'Amiens.
Il est limité au sud-ouest par l'ancienne route nationale 334 (actuelle RD 934 reliant Amiens à Soissons).
Au XIXe siècle, Louis Graves indiquait « Le territoire de Beaulieu, qui a sa principale dimension dans la direction de l'est à l'ouest, est formé de coteaux. couverts par la forêt de Bouvresse, occupant toute la région septentrionale, et de terres labourables qui comprennent au plus un quart de la superficie. Plusieurs sources prennent naissance dans cette dernière partie du sol, qui est de nature glaiseuse. Il y a quelques mares, et l'on voit au nord du village, dans la forêt, un étang ayant environ deux hectares d'étendue ».

### Hydrographie

#### Réseau hydrographique
La commune est traversée par la ligne de partage des eaux entre les bassins hydrographiques Artois-Picardie et Seine-Normandie. Elle est drainée par la Bouvresse et la fontaine des aulnes,.

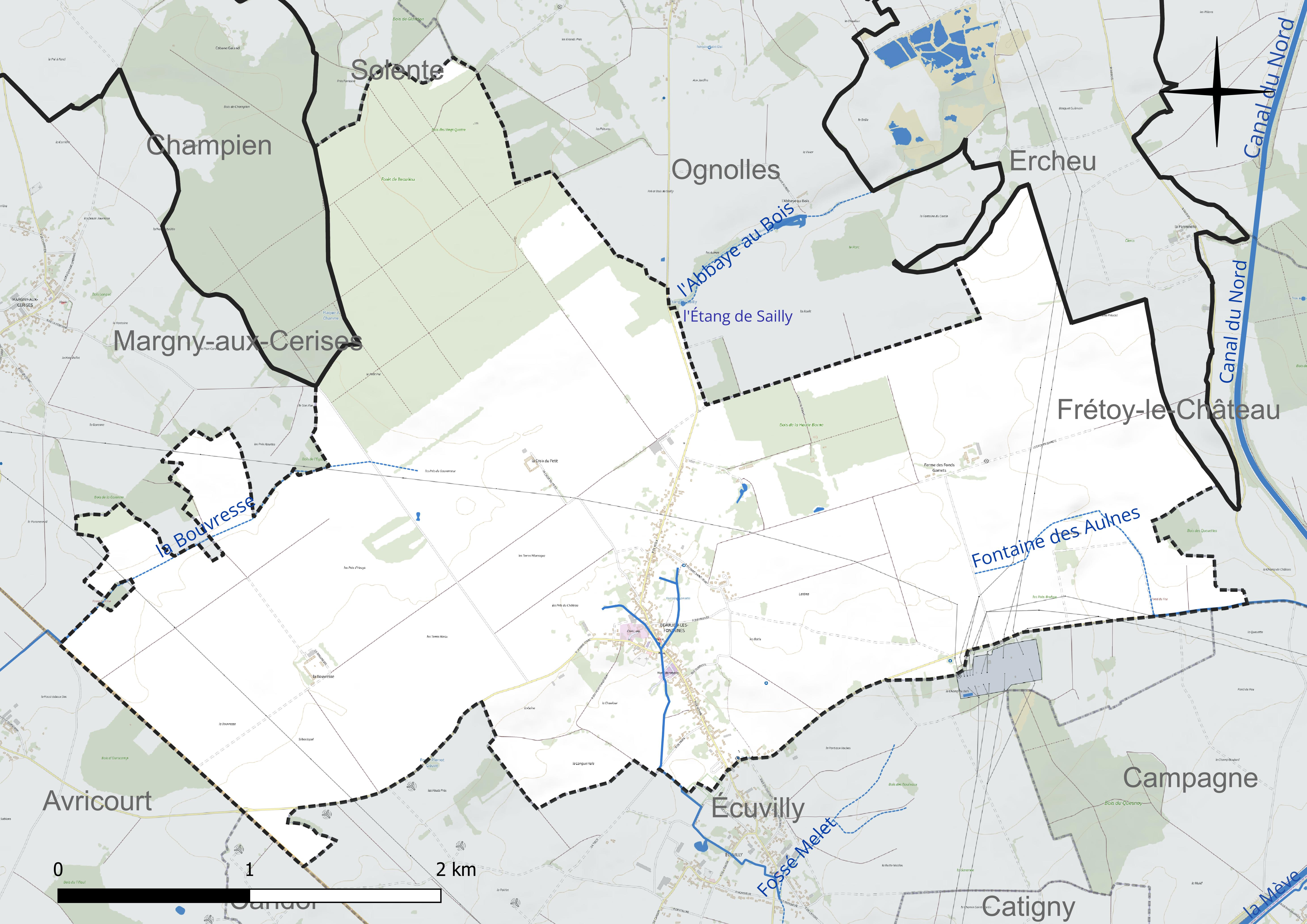
Réseau hydrographique de Beaulieu-les-Fontaines.

#### Gestion et qualité des eaux
Le territoire communal est couvert par le schéma d'aménagement et de gestion des eaux (SAGE) « Sensée ». Ce document de planification concerne un territoire de 1 835 km2 de superficie, délimité par le bassin versant de la Somme canalisée. Le périmètre a été arrêté le 29 avril 2010 et le SAGE proprement dit a été approuvé le 6 août 2019. La structure porteuse de l'élaboration et de la mise en œuvre est le syndicat mixte d'aménagement hydraulique du bassin versant de la Somme (AMEVA).
La qualité des cours d'eau peut être consultée sur un site dédié géré par les agences de l'eau et l'Agence française pour la biodiversité.

### Climat
Pour des articles plus généraux, voir Climat des Hauts-de-France et Climat de l'Oise.
En 2010, le climat de la commune est de type climat océanique dégradé des plaines du Centre et du Nord, selon une étude du CNRS s'appuyant sur une série de données couvrant la période 1971-2000. En 2020, Météo-France publie une typologie des climats de la France métropolitaine dans laquelle la commune est exposée à un climat océanique et est dans la région climatique Nord-est du bassin Parisien, caractérisée par un ensoleillement médiocre, une pluviométrie moyenne régulièrement répartie au cours de l'année et un hiver froid (3 °C).
Pour la période 1971-2000, la température annuelle moyenne est de 10,3 °C, avec une amplitude thermique annuelle de 14,6 °C. Le cumul annuel moyen de précipitations est de 710 mm, avec 11,6 jours de précipitations en janvier et 8,6 jours en juillet. Pour la période 1991-2020, la température moyenne annuelle observée sur la station météorologique la plus proche, située sur la commune de Rouvroy-en-Santerre à 19 km à vol d'oiseau, est de 10,8 °C et le cumul annuel moyen de précipitations est de 635,8 mm,. Pour l'avenir, les paramètres climatiques de la commune estimés pour 2050 selon différents scénarios d'émission de gaz à effet de serre sont consultables sur un site dédié publié par Météo-France en novembre 2022.

## Urbanisme

### Typologie
Au 1er janvier 2024, Beaulieu-les-Fontaines est catégorisée bourg rural, selon la nouvelle grille communale de densité à sept niveaux définie par l'Insee en 2022.
Elle est située hors unité urbaine. Par ailleurs la commune fait partie de l'aire d'attraction de Noyon, dont elle est une commune de la couronne,. Cette aire, qui regroupe 38 communes, est catégorisée dans les aires de moins de 50 000 habitants,.

### Occupation des sols
L'occupation des sols de la commune, telle qu'elle ressort de la base de données européenne d'occupation biophysique des sols Corine Land Cover (CLC), est marquée par l'importance des territoires agricoles (79,5 % en 2018), une proportion sensiblement équivalente à celle de 1990 (79,3 %). La répartition détaillée en 2018 est la suivante :
terres arables (73 %), forêts (17,1 %), zones agricoles hétérogènes (6,4 %), zones urbanisées (3,4 %), prairies (0,1 %). L'évolution de l'occupation des sols de la commune et de ses infrastructures peut être observée sur les différentes représentations cartographiques du territoire : la carte de Cassini (XVIIIe siècle), la carte d'état-major (1820-1866) et les cartes ou photos aériennes de l'IGN pour la période actuelle (1950 à aujourd'hui).

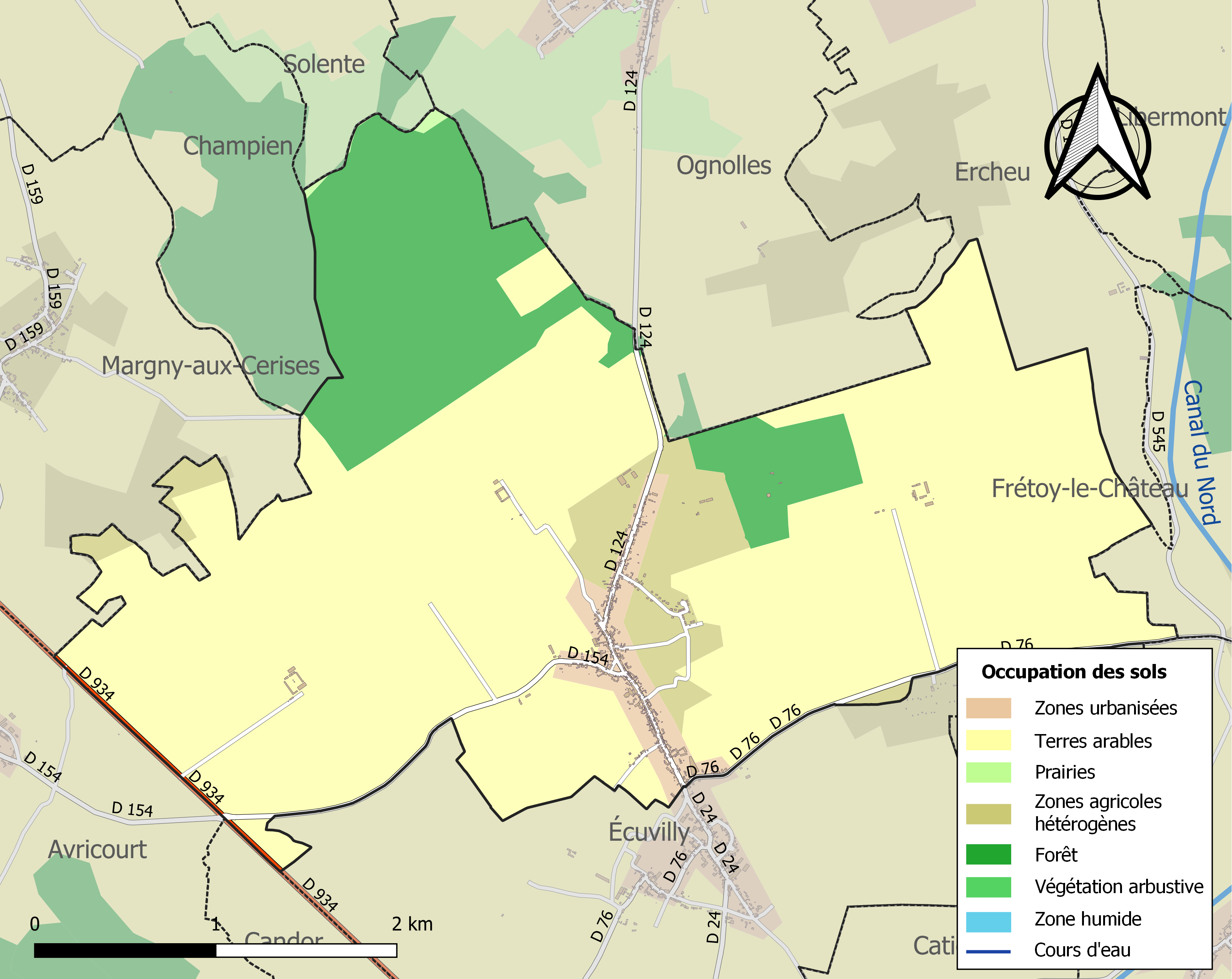
Carte des infrastructures et de l'occupation des sols de la commune en 2018 (CLC).

### Habitat et logement
En 2018, le nombre total de logements dans la commune était de 260, alors qu'il était de 258 en 2013 et de 243 en 2008.
Parmi ces logements, 83,8 % étaient des résidences principales, 5,8 % des résidences secondaires et 10,4 % des logements vacants. Ces logements étaient pour 87,9 % d'entre eux des maisons individuelles et pour 12,1 % des appartements.
Le tableau ci-dessous présente la typologie des logements à Beaulieu-les-Fontaines en 2018 en comparaison avec celle de l'Oise et de la France entière. Une caractéristique marquante du parc de logements est ainsi une proportion de résidences secondaires et logements occasionnels (5,8 %) supérieure à celle du département (2,5 %) et à celle de la France entière (9,7 %). Concernant le statut d'occupation de ces logements, 73,8 % des habitants de la commune sont propriétaires de leur logement (76 % en 2013), contre 61,4 % pour l'Oise et 57,5 pour la France entière.
| Typologie                                               | Beaulieu-les-Fontaines | Oise | France entière |
| ------------------------------------------------------- | ---------------------- | ---- | -------------- |
| Résidences principales (en %)                           | 83,8                   | 90,4 | 82,1           |
| Résidences secondaires et logements occasionnels (en %) | 5,8                    | 2,5  | 9,7            |
| Logements vacants (en %)                                | 10,4                   | 7,1  | 8,2            |

### Voies de communication et transports
La commune est desservie, en 2023, par les lignes 679, 680 et 6307 du réseau interurbain de l'Oise.

## Toponymie
Beaulieu-les-Fontaines est anciennement attesté sous les formes Beaulieu-en-Vermandois (XVe) et Beaulieu-le-Comte (vers 1530), probablement en raison de son appartenance au territoire historique du Vermandois, qui était très vaste à l'époque du Haut Moyen Âge.
Il s'agit d'une formation toponymique médiévale de signification apparente « beau lieu
```
» qui peut aussi avoir le sens d'« endroit agréable à habiter ». 
Albert Dauzat
 ne cite aucune forme ancienne, ce qui signifie qu'il n'en connait pas. En revanche, les autres 
Beaulieu
 sont souvent attestés au Moyen Âge sous la forme latinisée 
Bellus Locus
[
16
]
, dont les éléments latins 
bellus
 et 
locus
 ont donné l'ancien français 
bel
 > 
beau
 et 
lieu
. On note en 
gallo-roman
 
BELLU
 et 
LOCU
.
```

C'est aux environs de 1835 que le nom de Beaulieu-le-Comte disparait au profit de celui de Beaulieu-les-Fontaines en raison de l'existence de ses fontaines.
De nombreuses communes portent ce nom unique. Pour éviter les confusions, on indique le département entre parenthèses: ce sont Beaulieu (Ardèche), Beaulieu (Cantal), Beaulieu (Côte-d'Or), Beaulieu (Hérault), Beaulieu (Indre), Beaulieu (Isère), Beaulieu (Haute-Loire), Beaulieu (Nièvre), Beaulieu (Orne), Beaulieu (Puy-de-Dôme). Certaines communes ont adjoint, pour se différencier, un mot indiquant leur situation: Beaulieu-les-Fontaines, Beaulieu-sur-Mer, Beaulieu-sur-Loire, Beaulieu-sur-Layon, Beaulieu-sous-la-Roche, Beaulieu-sur-Dordogne, Beaulieu-sur-Sonnette, Beaulieu-sur-Oudon, Beaulieu-en-Argonne, Beaulieu-lès-Loches, Beaulieu-sous-Parthenay.
Le gentilé des habitants de ces divers Beaulieu est très varié : Beaulieusard, Beaulieurois, Bellilocien, Bellieurain, Bellilocois, Belliloquois, Belliloqueteux, Belliquière, Berlugan, Beloudonien.

## Histoire

### Moyen Âge
Un gisement mésolithique est identifié sur le territoire [réf. nécessaire].
Lieu assez considérable au Moyen Âge, Beaulieu portait le titre de bourg ou de ville. Il y avait trois forteresses dont les traces sont encore visibles : un donjon octogonal (au centre du village), une autre près de la forêt de Bouvresse, au lieu-dit le Bouquet, qui portait le nom de fort de Namur, la troisième au lieu-dit le Vieux-Montel.
Il existait un prieuré fondé au XIIe siècle, dépendant de l'abbaye Saint-Crépin-le-Grand de Soissons, Auguste Lognon le fait dépendre de l'Abbaye Saint-Barthélemy de Noyon, et un couvent dépendant des religieuses de Sainte Catherine de Sienne [réf. nécessaire].
En mai-juin 1430, après sa capture, Jeanne d'Arc est enfermée dans le château de Beaulieu. Elle y est bien traitée et il lui est laissé son propre intendant, Jean d'Aulon. Incarcérée au premier étage d'une tour d'enceinte, elle pouvait quitter sa geôle pour aller prier dans la chapelle du château. Fin mai, elle réussit à déplacer deux solives du plancher et se laisse glisser jusqu'au rez-de-chaussée, probablement à l'aide d'une corde. Elle parvint jusqu'à l'entrée du château mais une ronde la surprit. Ce fut la première des deux tentatives de fuite de Jeanne.
Le gouverneur de Beaulieu, Jacob Estobert renforce la garde, interdit les sorties et retient Jeanne dans un sombre réduit, avant son transfert pour le château de Beaurevoir.
En 1465 et 1476, Beaulieu est deux fois assiégé, pris et détruit par les Bourguignons. La seigneurie appartenait à la maison de Nesle et fit partie du marquisat de ce nom, érigé au XVIe siècle.
La cure avait été constituée en paroisse au XIIIe siècle [réf. nécessaire]. En 1850, la commune disposait d'une école, d'un presbytère, d'un lavoir public, ainsi que d'une place plantée et d'un jeu d'arc. On y trouvait deux fours à chaux et deux moulins à vent. Une grande partie de la population était alors employée aux travaux de la forêt, mais comprenait également des sabotiers et des tisserands. Des femmes s'occupaient « d'enfants trouvés qui leur sont amenés de Paris par des commissionnaires de la commune de Thiescourt ».

### Les Hospitaliers
Les Hospitaliers de l'ordre de Saint-Jean de Jérusalem possédaient des terres du membre de Beaulieu qu'ils avaient obtenues de Germain-Louis Chauvelin, le 18 janvier 1733, en échange de la commanderie de Santeny,. Le membre relevait de la commanderie du Plessis.
Les ruines du château ont perduré jusqu'en 1793, époque à laquelle elles furent démolies comme reste de la féodalité, par ordre des représentants du peuple en mission.

### LeXXesiècle
Lors de la Première Guerre mondiale, le village est occupé par l'armée allemande dès le 30 août 1914 et une partie de ses habitants étant demeurée sur place, les hommes en âge de se battre sont faits prisonniers et déportés en Allemagne
La commune est libérée le 18 mars 1917 à la suite du repli allemand « Alberich » mais les habitants ont été déplacés, les "bouches inutiles" vers Noyon, les autres à l'arrière des nouvelles lignes. Les Allemands dynamitent l'église lors de leur retraite, afin de faire tomber le clocher pour barrer la route, mais celui-ci s'affaissa sur lui-même.
La commune redevient française pendant une année mais demeure en zone avancée sous contrôle militaire strict.
Le 24 mars 1918, trois jours après une offensive allemande au départ de Saint-Quentin, la commune est de nouveau envahie mais ses habitants ont eu le temps de fuir sur ordre de l'armée française et dans la crainte de vivre une nouvelle occupation. La commune est enfin libérée le 2 septembre 1918.
Le village est considéré comme détruit à la fin de la guerre et a  été décoré de la Croix de guerre 1914-1918, le 15 février 1921.

## Politique et administration

### Rattachements administratifs et électoraux

#### Rattachements administratifs
La commune se trouve dans l'arrondissement de Compiègne du département de l'Oise.
Elle faisait partie depuis 1802 du canton de Lassigny. Dans le cadre du redécoupage cantonal de 2014 en France, cette circonscription administrative territoriale a disparu, et le canton n'est plus qu'une circonscription électorale.

#### Rattachements électoraux
Pour les élections départementales, la commune fait partie depuis 2014 du canton de Thourotte
Pour l'élection des députés, elle fait partie de la sixième circonscription de l'Oise.

### Intercommunalité
Beaulieu-les-Fontaines est membre de la communauté de communes du Pays des Sources, un établissement public de coopération intercommunale (EPCI) à fiscalité propre créé en 19976 et auquel la commune a transféré un certain nombre de ses compétences, dans les conditions déterminées par le code général des collectivités territoriales.

### Liste des maires
| Période                                  | Période                    | Identité                              | Étiquette | Qualité                          |
| ---------------------------------------- | -------------------------- | ------------------------------------- | --------- | -------------------------------- |
| Les données manquantes sont à compléter. |                            |                                       |           |                                  |
| 1792                                     |                            | M. Frizon                             |           |                                  |
| 1820                                     |                            | M. Charles                            |           |                                  |
| 1826                                     |                            | M. Caron                              |           |                                  |
| 1831                                     | après 1841                 | Marie François Armand Dercheu-Maillot |           |                                  |
| 1846                                     | après 1851                 | M. Caron                              |           |                                  |
| 1856                                     |                            | Jean-Charles Ducrocq                  |           |                                  |
| 1861                                     | 1889                       | Ferdinand Haniet                      |           |                                  |
| 1889                                     | 1895                       | Gustave Vignes                        |           | Chevalier de la Légion d'honneur |
| 1895                                     | 1908                       | Henri Frizon                          |           |                                  |
| 1908                                     | 1914                       | Octave Allard                         |           |                                  |
| 1919                                     | 1927                       | Edouard Caron                         |           |                                  |
| 1927                                     | 1932                       | Alfred Ludard                         |           |                                  |
| 1932                                     | 1945                       | Louis Chefdeville                     |           |                                  |
| 1945                                     | 1947                       | Louis Radde                           |           |                                  |
| 1947                                     | 1971                       | Paul Chossaland                       |           |                                  |
| 1971                                     | 1983                       | Christiane Jacoby                     |           |                                  |
| 1983                                     | 1995                       | Hermes Raevens                        |           |                                  |
| 1995                                     | 2001                       | Marcel Virnoux                        |           |                                  |
| mars 2001                                | 2008                       | Pierre Lagoutte                       | DVD       |                                  |
| mars 2008                                | mai 2020                   | François Plevel                       |           | Retraité                         |
| mai 2020                                 | En cours (au 14 août 2021) | Robert Piechon                        |           |                                  |

## Équipements et services publics

### Enseignement
Les enfants de la commune sont scolarisés avec ceux de Candor, Ecuvilly, Ognolles et Solente par un regroupement pédagogique intercommunal (RPI)  L'école de Beaulieu accueille les classes de maternelles et de CP.
Une maison familiale et rurale (MFR) se trouve également à Beaulieu.

### Postes et télécommunications
Beaulieu-les-Fontaines dispose d'une agence postale communale.

### Santé
La commune est, en 2021, dépourvue de médecin et pourrait bénéficier d'une maison de santé que créerait l'intercommunalité.
Une maison de retraite, la résidence Bellifontaine, destinée aux personnes âgées dépendantes et gérée par l'hôpital de Compiègne-Noyon, est implantée à Beaulieu. Elle dispose de 67 lits dont 12 en Unité Protégée Alzheimer,.

## Population et société

### Démographie

#### Évolution démographique
L'évolution du nombre d'habitants est connue à travers les recensements de la population effectués dans la commune depuis 1793. Pour les communes de moins de 10 000 habitants, une enquête de recensement portant sur toute la population est réalisée tous les cinq ans, les populations de référence des années intermédiaires étant quant à elles estimées par interpolation ou extrapolation. Pour la commune, le premier recensement exhaustif entrant dans le cadre du nouveau dispositif a été réalisé en 2007.

En 2022, la commune comptait 571 habitants, en évolution de −6,55 % par rapport à 2016 (Oise : +0,87 %, France hors Mayotte : +2,11 %).
| 1793 | 1800 | 1806 | 1821 | 1831 | 1836 | 1841 | 1846 | 1851 |
| ---- | ---- | ---- | ---- | ---- | ---- | ---- | ---- | ---- |
| 742  | 728  | 717  | 785  | 715  | 729  | 731  | 721  | 722  |

| 1856 | 1861 | 1866 | 1872 | 1876 | 1881 | 1886 | 1891 | 1896 |
| ---- | ---- | ---- | ---- | ---- | ---- | ---- | ---- | ---- |
| 705  | 712  | 695  | 672  | 675  | 716  | 699  | 673  | 714  |

| 1901 | 1906 | 1911 | 1921 | 1926 | 1931 | 1936 | 1946 | 1954 |
| ---- | ---- | ---- | ---- | ---- | ---- | ---- | ---- | ---- |
| 676  | 695  | 641  | 531  | 554  | 562  | 551  | 532  | 551  |

| 1962 | 1968 | 1975 | 1982 | 1990 | 1999 | 2006 | 2007 | 2012 |
| ---- | ---- | ---- | ---- | ---- | ---- | ---- | ---- | ---- |
| 571  | 527  | 453  | 459  | 470  | 505  | 576  | 585  | 597  |

| 2017 | 2022 | - | - | - | - | - | - | - |
| ---- | ---- | - | - | - | - | - | - | - |
| 609  | 571  | - | - | - | - | - | - | - |

#### Pyramide des âges
La population de la commune est relativement jeune.
En 2018, le taux de personnes d'un âge inférieur à 30 ans s'élève à 34,1 %, soit en dessous de la moyenne départementale (37,3 %). À l'inverse, le taux de personnes d'âge supérieur à 60 ans est de 28,3 % la même année, alors qu'il est de 22,8 % au niveau départemental.
En 2018, la commune comptait 308 hommes pour 294 femmes, soit un taux de 51,16 % d'hommes, largement supérieur au taux départemental (48,89 %).
Les pyramides des âges de la commune et du département s'établissent comme suit.
| Hommes | Classe d’âge | Femmes |
| ------ | ------------ | ------ |
| 2,6    | 90 ou +      | 3,8    |
| 7,2    | 75-89 ans    | 16,1   |
| 14,4   | 60-74 ans    | 12,7   |
| 23,0   | 45-59 ans    | 19,0   |
| 15,0   | 30-44 ans    | 18,3   |
| 15,0   | 15-29 ans    | 13,4   |
| 22,8   | 0-14 ans     | 16,8   |

| Hommes | Classe d’âge | Femmes |
| ------ | ------------ | ------ |
| 0,5    | 90 ou +      | 1,4    |
| 5,5    | 75-89 ans    | 7,6    |
| 15,6   | 60-74 ans    | 16,3   |
| 20,8   | 45-59 ans    | 20     |
| 19,4   | 30-44 ans    | 19,4   |
| 17,6   | 15-29 ans    | 16,2   |
| 20,6   | 0-14 ans     | 19,1   |

### Vie associative
- Association des chasseurs de Beaulieu-les-Fontaines
- Association pour la valorisation des races d'animaux d'ornement
- Lors de certaines fêtes, l'eau de la fontaine de la place est remplacée par du vin.

## Culture locale et patrimoine

### Lieux et monuments
- Église Saint-Jean-Baptiste, dont le clocher avait été dynamité en 1917. Les parties subsistantes, qui dataient de la fin XIIe siècle, ont été détruites pour permettre la construction en 1928-29 de l'édifice actuel réalisé en sur les plans de l'architecte compiégnois Jean Stra. Son clocher de style art déco forme également le porche et passe d'une structure carrée au sol pour devenir octogonal sous la flèche. Les trois travées de la nef sont marquées par des pignons indépendants. Le baldaquin de l'ancienne église a été préservé[40]
- Fontaines[41] :
  - La fontaine Saint-Jean (ou fontaine Cayeux) sur la rue du parc Saint-Jean, édifiée en 1834 et restaurée en 1977, et dont l'eau est issue d'une couche de lignite qui s'étend sous les terres de l'ancienne forêt de Bouvresse ;
  - la Fontaiine Lematte, située en périphérie de Beaulieu. C'est une résurgence d'eau souterraine dont la fontaine, édifiée en 1833 et qui porte le nom du fermier qui acheta en juin 1791 les terres où s'érige toujours la fontaine, dont les eaux sont ferrugineuses. Elle a été restaurée en 2002 par un chantier jeunes, puis en 2015
  - Fontaine Saint-Pierre, proche de la fontaine Saint-Jean. Elle a été redécouverte en 2015 à l'occasion des travaux de renaturation du ru
  - Fontaine de la Grand Place, qui, avant l'adduction d'eau potable dans les logements, était le principal point où les habitants pouvaient puiser de l'eau
- Vestiges du château féodal (une tour, restaurée au XVIIe siècle), située dans l'enceinte de la Maison Familiale Rurale).
- Ancien pigeonnier de trois étages.
- Ancienne gendarmerie (actuellement résidence privée).
- Statue de Jeanne d'Arc.
- Anciens blockhaus de la Première Guerre mondiale[42]
- Cachot de Jeanne d'Arc[42],[43].
- Circuit de découverte du patrimoine du village, organisé avec une application sur smartphone[44],[45].
- Le circuit des Arcs, circuit de promenade long de 6 km qui débute à la Grand'Place de Beaulieu-les-Fontaines et permet de découvrir également Écuvilly[46]

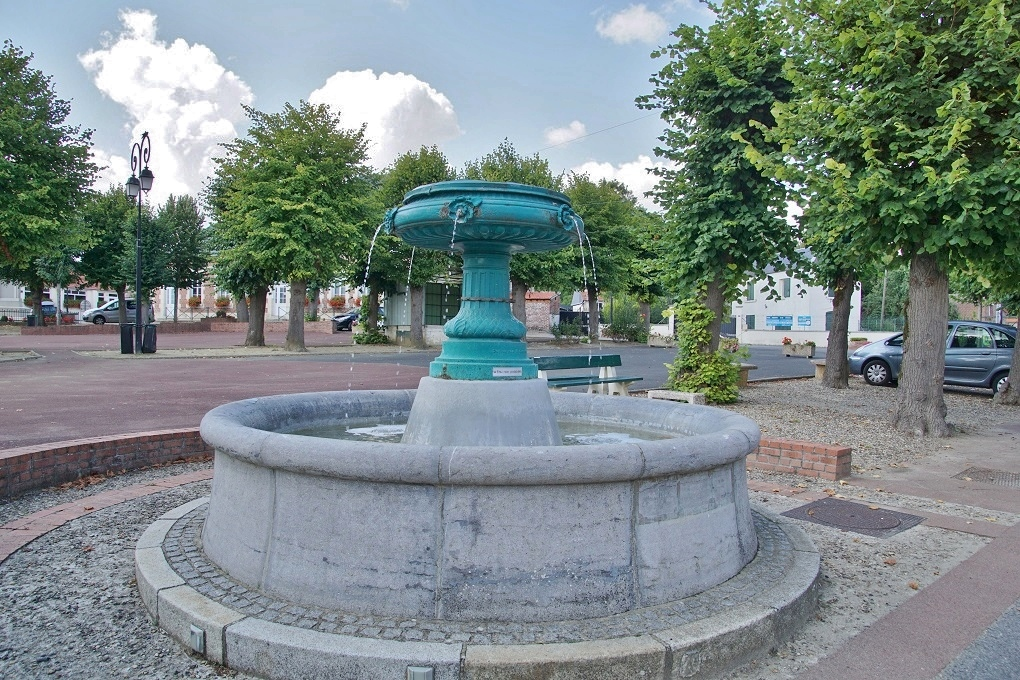
Fontaine de la Grand-Place.
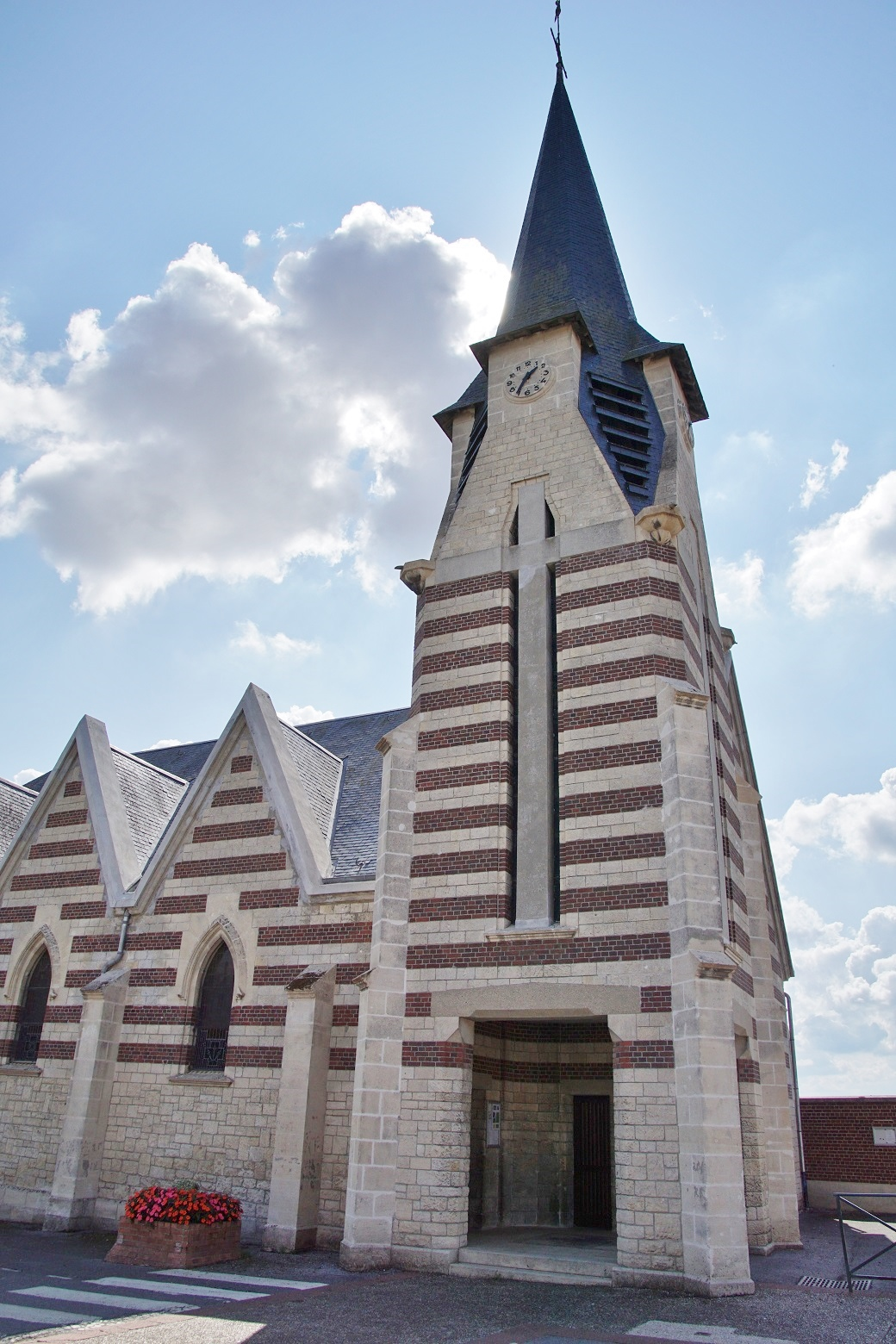
L'église Notre-Dame.
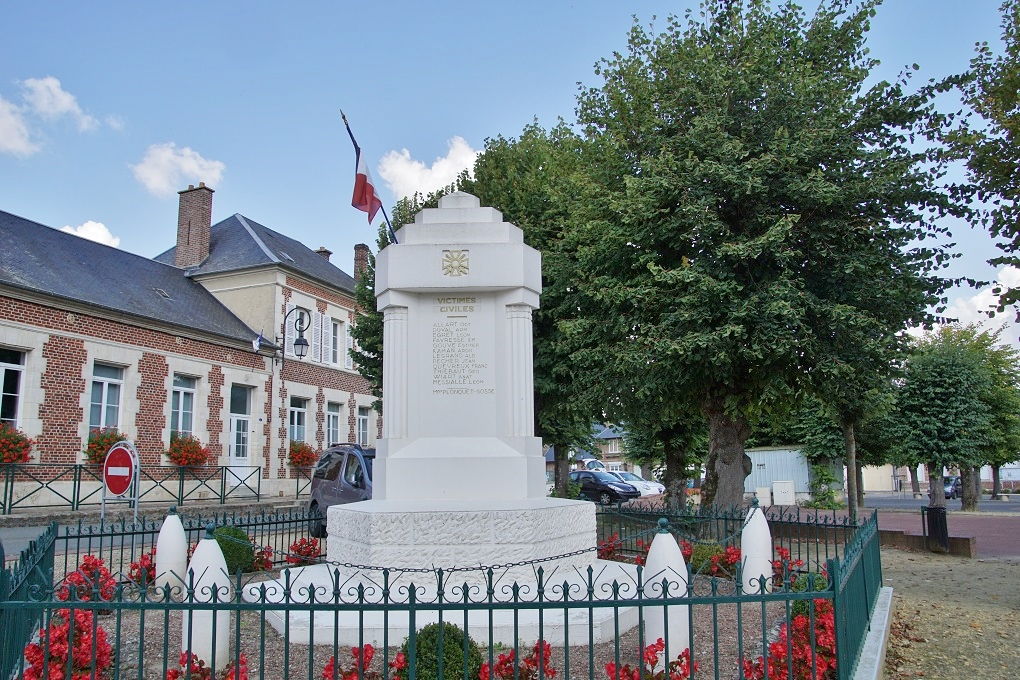
Le monument aux morts.

### Personnalités liées à la commune
- Jeanne d'Arc (1412-1431) est enfermée un mois au donjon (juin 1430) par les Bourguignons après sa capture à Margny-lès-Compiègne le 23 mai 1430 [réf. nécessaire]. Son cachot aurait été, soi-disant, l'oratoire souterrain de la chapelle du château [réf. nécessaire].
- Le dernier seigneur de Beaulieu avant la Révolution française est Louis Joseph Augustin de Mailly, baron de Beaulieu et  marquis de Nesle. Il fait partie des émigrés durant la Révolution[17].

- Pierre Eloy Sezille (mort en 1865), ancien curé de Beaulieu après avoir été soldat dans l'armée Napoléonienne où il participe à la campagne de Prusse, dont les victoires d'Iéna et d'Eylau puis instituteur à Noyon[42].
- Raymond Moritz, peintre (1891-1950), qui a réalisé dans la chapelle un ensemble consacré à Jeanne d'Arc, exécuté pour la commémoration de 1930.

### Héraldique
| Blason de Beaulieu-les-Fontaines | Blason  | D'azur à l'épée haute d'argent, garnie d'or, enfilée en chef d'une couronne du même et accostée de deux fleurs de lis d'or. |
| Blason de Beaulieu-les-Fontaines | Détails | Le statut officiel du blason reste à déterminer.                                                                            |